# São Pedro (São Paulo)
São Pedro é um município brasileiro do estado de São Paulo. Localiza-se a uma latitude 22º32'55" sul e a uma longitude 47º54'50" oeste, estando a uma altitude de 550 metros. Sua população de acordo com o Censo 2022 (IBGE) era de 38.256 habitantes. Possui uma área de 611,278 km².

## Estância turística
São Pedro é um dos 29 municípios paulistas considerados estâncias turísticas pelo estado de São Paulo, por cumprirem determinados pré-requisitos definidos por lei estadual. Tal status garante a esses municípios uma verba maior por parte do estado para a promoção do turismo regional. Também, o município adquire o direito de agregar junto a seu nome o título de Estância Turística, termo pelo qual passa a ser designado tanto pelo expediente municipal oficial quanto pelas referências estaduais.

## História
Os irmãos Joaquim, José e Luiz Teixeira de Barros, vindos de Itu, compraram a Sesmaria do Pinheiros onde é hoje São Pedro, vieram com eles: escravos, empregados e familiares. Nesta mesma área passava o Picadão, caminho que partia de São Paulo em direção a Cuiabá e onde hoje é o centro histórico havia o chamado Pouso do Pidadão, que era cuidado pelo tropeiro Floriano de Costa Pereira, o Florianão.
Dos irmãos Teixeira de Barros, Joaquim foi considerado o “povoador” e como de praxe erigiu uma capelinha que tinha como padroeiro São Sebastião. Autorizado pela Igreja Católica recebeu o nome de Capela do Picadão.
O nome e o padroeiro não agradaram a população e logo foi mudado para Capela de São Pedro. A fertilidade da terra atraiu outras famílias, em 1864 o povoamento foi elevado a Freguesia. Em 1867 chegou o primeiro sacerdote padre Aurélio Votta, italiano. Em 1879 o Barão de Iguape, Capitão Veríssimo Antônio da Silva Prado aqui estabelecido como fazendeiro, conseguiu a elevação para a categoria de Vila. Na sequência, 1881, conseguiu o desligamento de Piracicaba e em 1882 a comarca e chegou o primeiro juiz, João Baptista Pinto de Toledo.

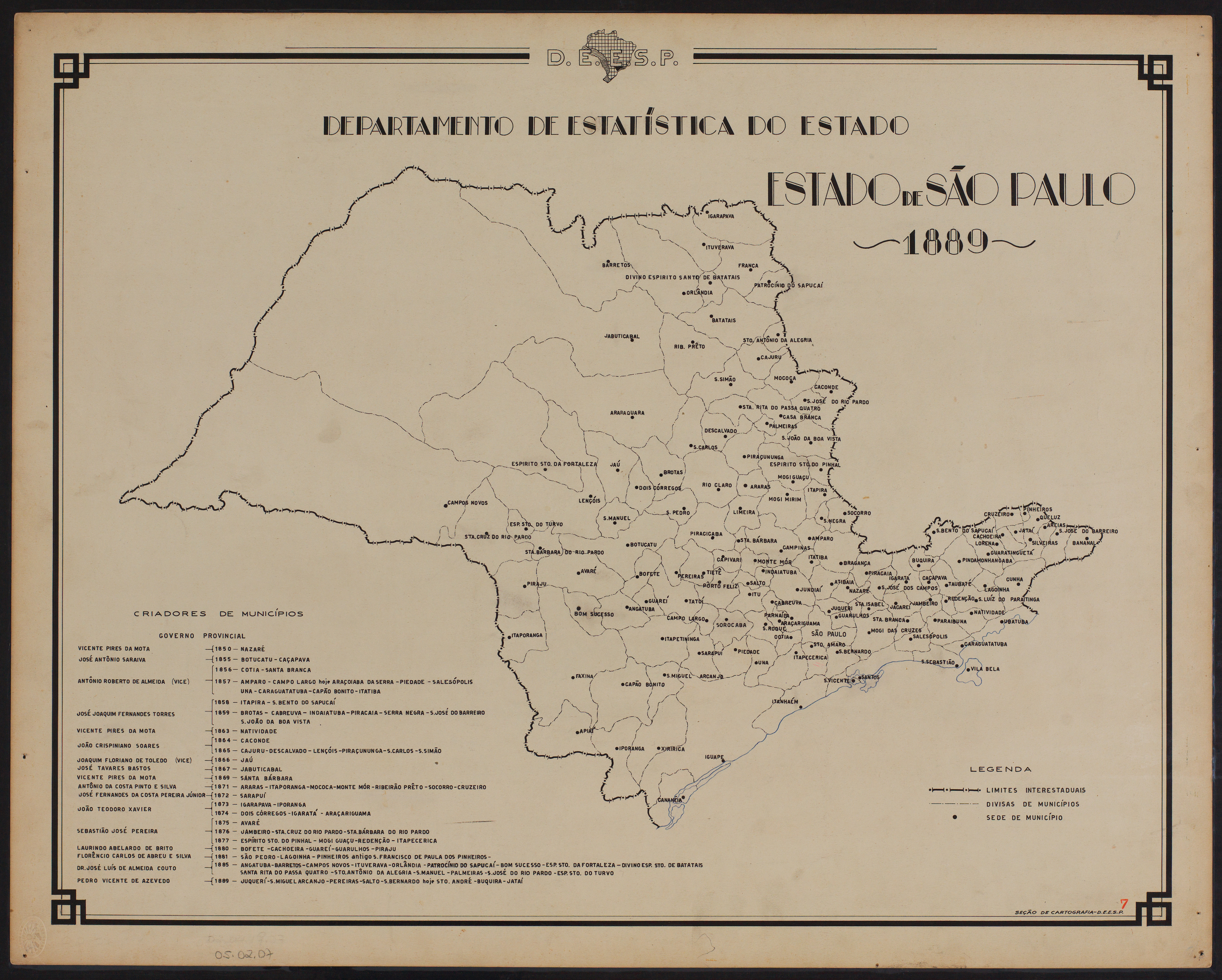
Estado de São Paulo (1889).

Na imigração italiana, período de 1890, e a produção de café projetaram o município. Quando então em 1893 chegou o ramal de estrada de ferro. Nesta época do café foi instalado a Santa Casa de Misericórdia, cemitério, grupo escolar, cadeia, prefeitura e câmara além da igreja matriz.
Na década de 1920 a procura de petróleo descobriu fontes de águas e o início das Termas de São Pedro, hoje Águas de São Pedro que foi emancipado na década de 1940. Por volta de 1934, os então diretores da Companhia Petróleos do Brasil, criada por Monteiro Lobato em 1931, Ângelo Balloni e Vittorio Miglieta, coordenaram a instalação do poço Balloni II, que tornou-se um marco por ser considerado o de maior profundidade perfurada atingida no Brasil (1.815 m). A sonda permanece até hoje no local.

## Geografia
- Clima: Tropical de Altitude
- Altitude: 580m do nível do mar

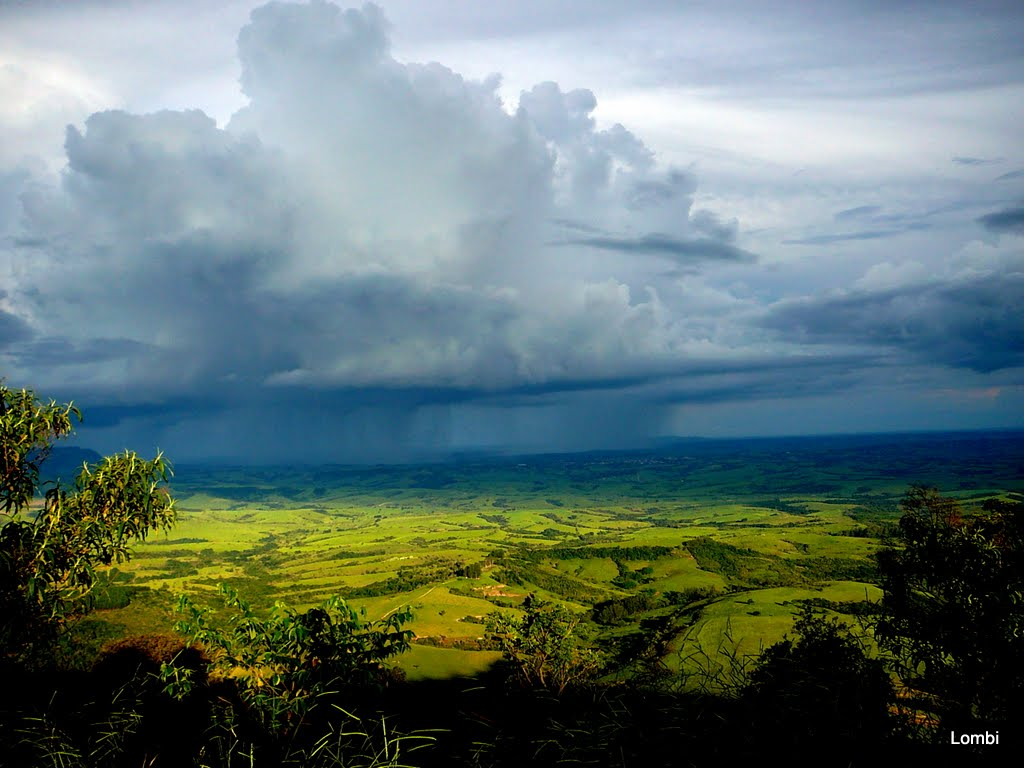
Bela paisagem do alto da serra.

- Alto da Serra: 950m do nível do mar
- Temperatura Máx.: 40°C.
- Temperatura Min.: 15°C.
- Índice Pluviométrico: 1.175,5 mil/ano
- Ventos Predominantes: Sudeste
- Topografia: Zonas montanhosas, planícies e das baixadas
- Superfície: 596 quilômetros quadrados (24.710 alqueires ou 59.600 hectares)[9]

### Hidrografia
- Rio Piracicaba, rio histórico que divide São Pedro e o município de Piracicaba.
- Rio Jacaré-Pepira, rio que pertencente à bacia do rio Tietê

### Rodovias
- SP-304
- SP-191

## Demografia

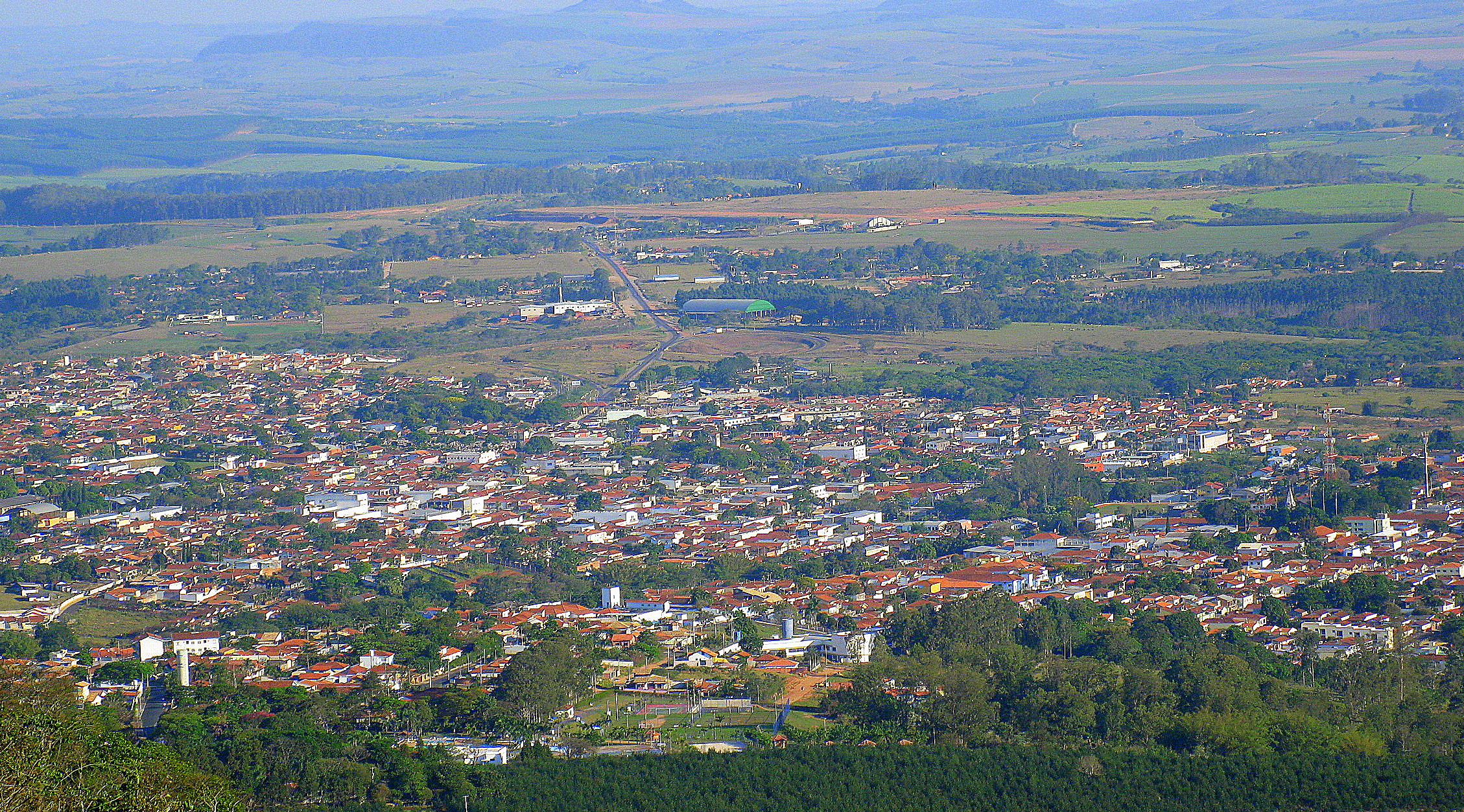
Vista da cidade.

### População
| Crescimento populacional                             | Crescimento populacional | Crescimento populacional | Crescimento populacional |
| Ano                                                  | População Total          |                          | %±                       |
| ---------------------------------------------------- | ------------------------ | ------------------------ | ------------------------ |
| 1890                                                 | 8 335                    |                          | —                        |
| 1900                                                 | 9 304                    |                          | 11,6%                    |
| 1910                                                 | 13 105                   |                          | 40,9%                    |
| 1920                                                 | 14 257                   |                          | 8,8%                     |
| 1925                                                 | 15 816                   |                          | 10,9%                    |
| 1934                                                 | 12 563                   |                          | −20,6%                   |
| 1937                                                 | 13 431                   |                          | 6,9%                     |
| 1940                                                 | 15 208                   |                          | 13,2%                    |
| 1946                                                 | 16 799                   |                          | 10,5%                    |
| 1950                                                 | 11 973                   |                          | −28,7%                   |
| 1958                                                 | 9 116                    |                          | −23,9%                   |
| 1960                                                 | 9 446                    |                          | 3,6%                     |
| 1970                                                 | 10 141                   |                          | 7,4%                     |
| 1980                                                 | 13 175                   |                          | 29,9%                    |
| 1991                                                 | 20 176                   |                          | 53,1%                    |
| 2000                                                 | 27 897                   |                          | 38,3%                    |
| 2010                                                 | 31 662                   |                          | 13,5%                    |
| 2022                                                 | 38 256                   |                          | 20,8%                    |
| Est. 2024                                            | 39 725                   | [ 10 ]                   | 3,8%                     |
| Fontes: Censos Demográficos IBGE e Estimativas SEADE |                          |                          |                          |

## Política e administração

### Governo
Gestão 2021-2024 e 2025-2028:

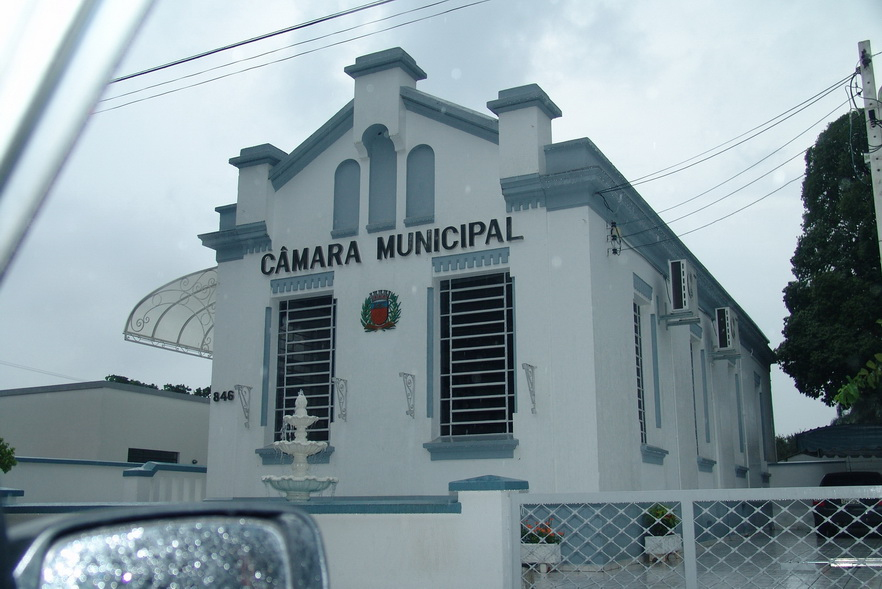
Câmara Municipal.

- Prefeito: Thiago Silvério da Silva
- Vice-prefeito: Dr. Giuliano Ghirotti Antonelli

### Símbolos municipais

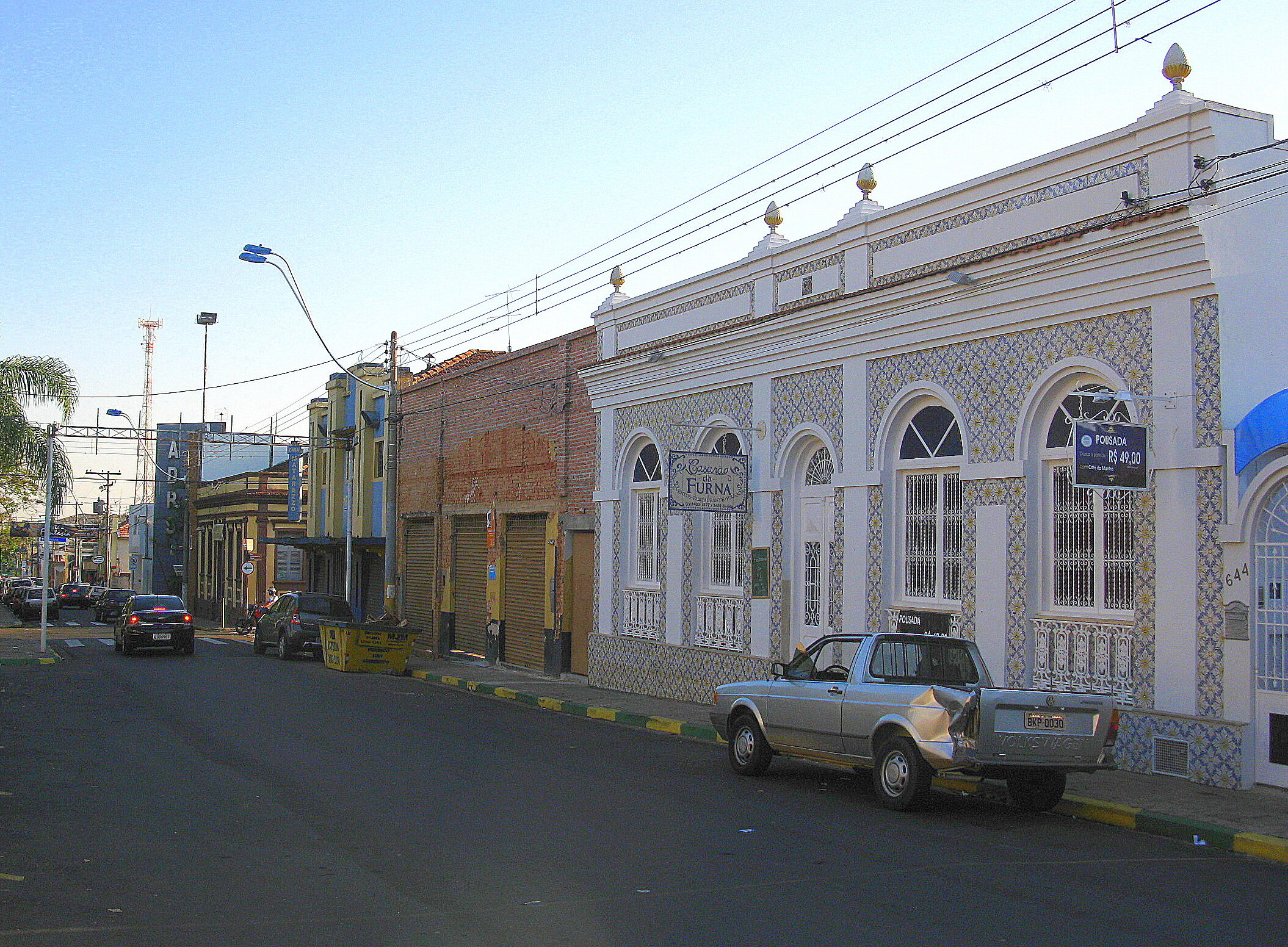
Prédios históricos.

#### Hino
Letra: Ideney Gonçalves de Oliveira
Música: Antônio Carlos Veronezi
Das florestas nasceste, da serra e do gado

Demarcando as veredas calcadas no chão,

E o tropeiro valente, sozinho e cansado,

Semeou os primórdios de teu coração.

Ó São Pedro de encanto e de glória,

Ponto a ponto, serena e gentil,

Vais bordando no pano da história,

Um poema de amor ao Brasil.

Palpitante, cresceste, juntando em teu seio,

Do Brasil e da Itália a ternura e a bondade,

Se tornando em verdade, com paz, sem receio,

Capital do turismo e da hospitalidade.

Ó São Pedro de encanto e de glória,

Ponto a ponto, serena e gentil,

Vais bordando no pano da história,

Um poema de amor ao Brasil.

Tudo em ti transparece em fulgor e beleza:

És trabalho pujante, és magia sem par,

Artesã dos meus sonhos, de irmã natureza,

Minha doce São Pedro, meu berço, meu lar…

Ó São Pedro de encanto e de glória,

Ponto a ponto, serena e gentil,

Vais bordando no pano da história,

Um poema de amor ao Brasil.

Que teus filhos felizes estejam contigo,

Na canção do progresso, que eleva e conduz,

Bendizendo teu solo e teu céu sempre amigo,

Confiantes buscando um futuro de luz.

Ó São Pedro de encanto e de glória,

Ponto a ponto, serena e gentil,

Vais bordando no pano da história,

Um poema de amor ao Brasil.

## Infraestrutura

### Transportes

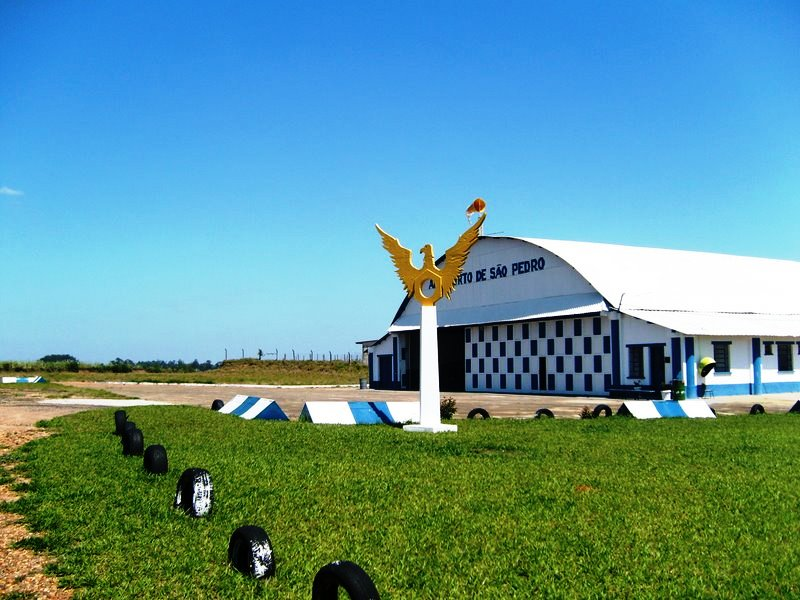
Aeroporto de São Pedro.

- Aeroporto de São Pedro (não asfaltado)
- «O aeroporto no WikiMapia»

### Comunicações
O sistema de telefones automáticos foi inaugurado na cidade em 1978 pela Telecomunicações de São Paulo (TELESP), que também implantou o sistema de discagem direta à distância (DDD) em 1979 com o código de área (0194). Anteriormente a cidade era atendida pela Companhia Telefônica Brasileira (CTB).
Na década de 90 o código DDD da cidade foi alterado para (019), para padronização do sistema telefônico com a telefonia celular que estava sendo implantada em todo o estado.

## Cultura e lazer

### Eventos
- Carnaval - Fevereiro
- Comemorações de Aniversario do município - Fevereiro
- Encenação do Teatro a Paixão de Cristo - Abril
- Festa de Santo Expedito - Abril
- Festa de São José - Maio
- Festa de Santo Antonio, alto da serra - Junho
- Festa do Padroeiro São Pedro - Junho
- Encontro Nacional de Motociclistas - Julho
- Desfile e comemorações do 9 de Julho - Revolução Constitucionalista de 1932 - Julho
- São Pedro Adventure - Agosto/Setembro/Outubro
- Desfile Cívico/Militar de 7 de Setembro - Setembro
- Semana Gustavo Teixeira - Setembro
- Comemorações ao dia de Nossa Senhora Aparecida - 12 de Outubro
- Comemorações Natalinas - Dezembro

### Praça Gustavo Teixeira

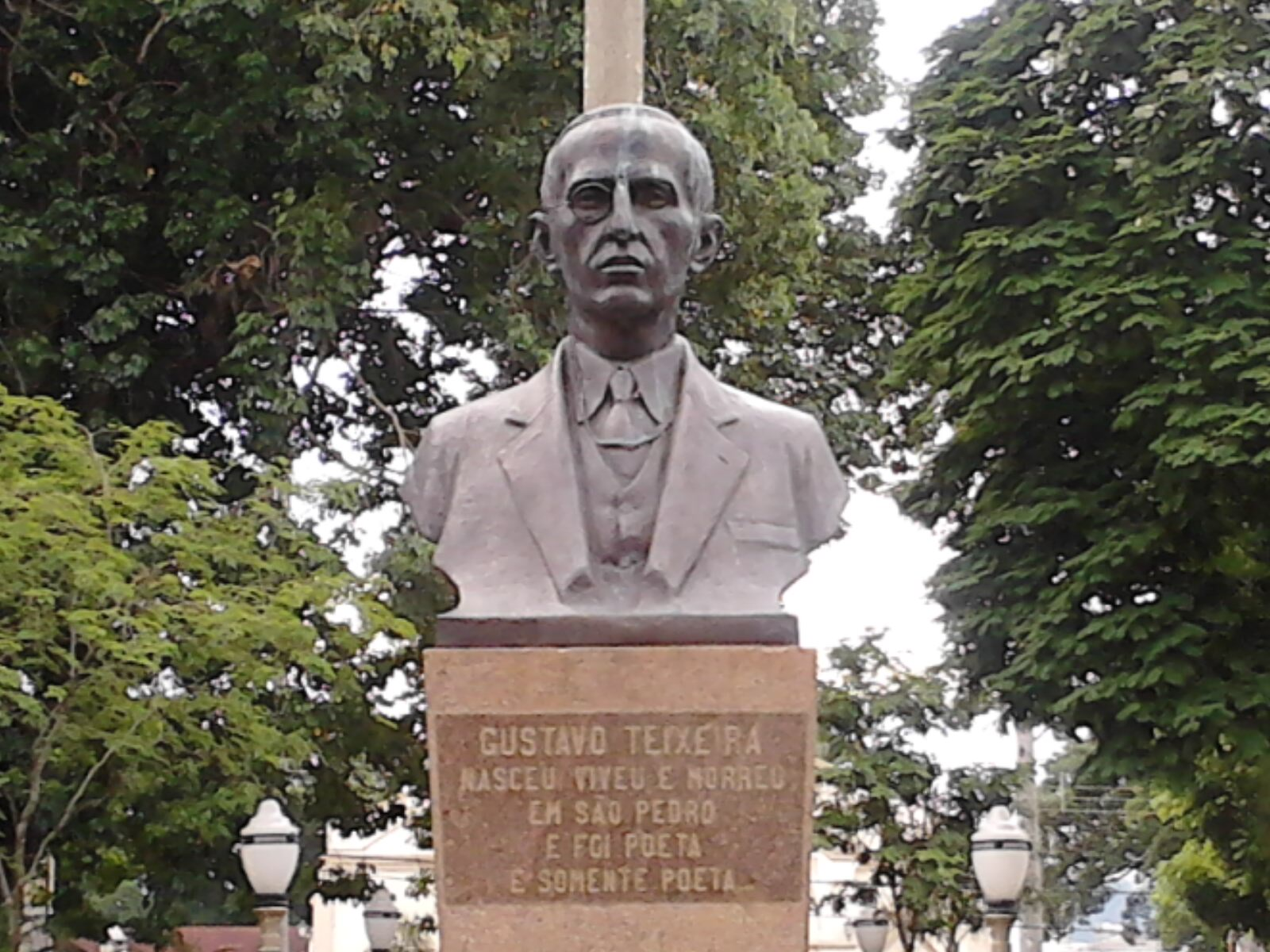
Busto do poeta Gustavo Teixeira.

A Praça Gustavo Teixeira torneada por flores e canteiros belíssimos, é uma boa pedida para quem quer descansar e encontrar os amigos. Em seu centro o poeta Gustavo Teixeira é homenageado com um belíssimo busto. Apresentações teatrais e musicais, recreações infantis e tradicionais eventos acontecem em seu interior.

### Museu Municipal Gustavo Teixeira

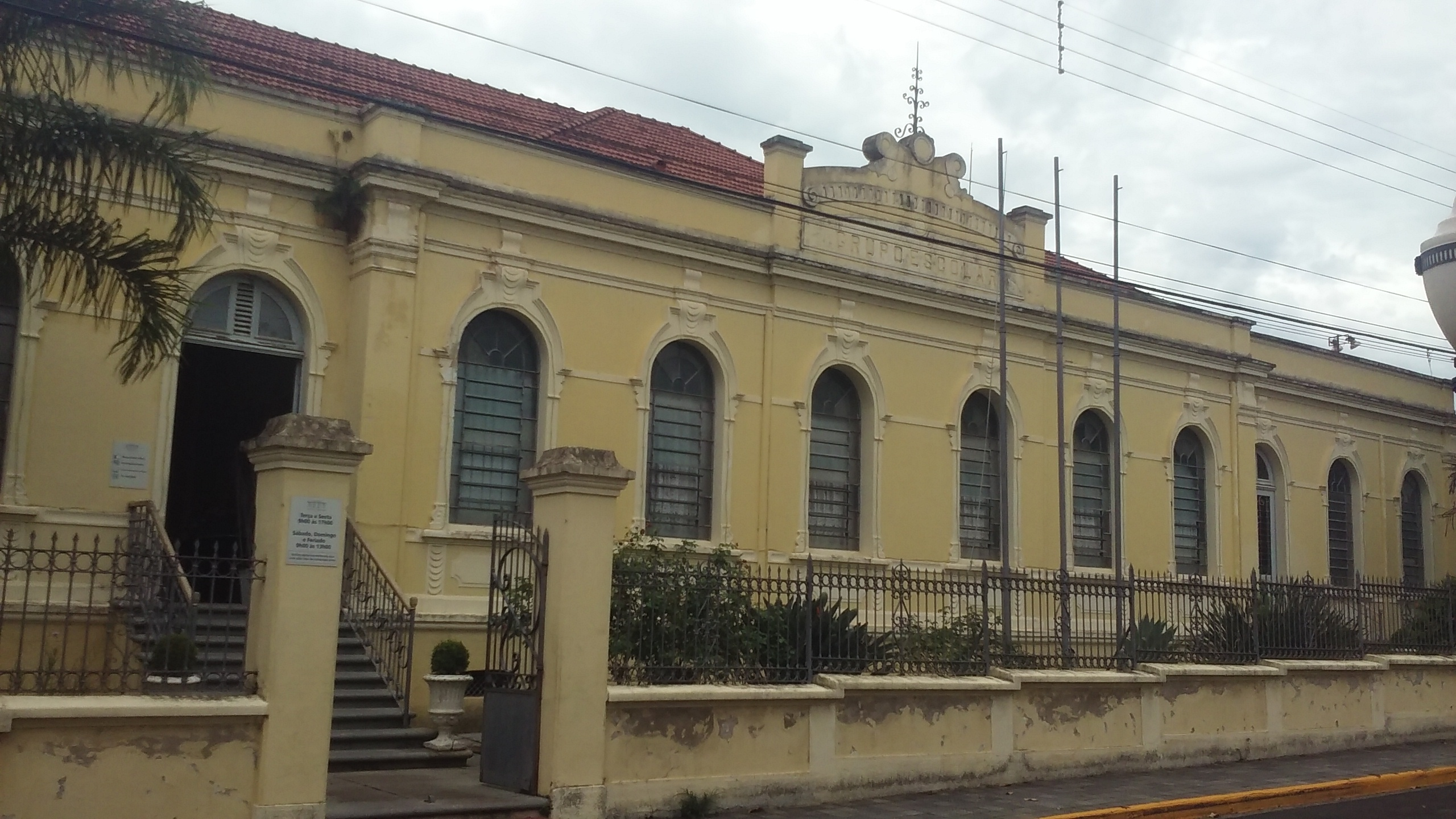
Museu Gustavo Teixeira.

Por mais de 100 anos, o prédio que hoje abriga o Museu, que leva o nome de seu filho e poeta maior, serviu como escola para a comunidade.
O edifício foi construído em 1909, a partir de projeto para 11 escolas elaborado por José Van Humbeeck, com 8 salas de aulas de aula com plantas simétricas para uso independente das seções do sexo masculino e feminino, isoladas por porta tipo vai e vem localizada no corredor central.
O Museu Municipal Gustavo Teixeira, inaugurado em 1972, é especializado na história de São Pedro e no legado literário de Gustavo Teixeira. O visitante pode explorar a exposição de longa duração "Percorrer São Pedro" que, por meio de sete núcleos temáticos, oferece informações sobre literatura, modos de vida, origens da cidade, agricultura e muito mais, retratando a cultura do município com seu acervo museológico.
O prédio foi oficialmente tombado pelo Condephaat (Conselho de Defesa do Patrimônio Histórico, Arqueológico, Artístico e Turístico do Estado de São Paulo) e UPPH (Unidade de Preservação do Patrimônio Histórico) no final de 2010.

### Feriados municipais
Em São Pedro, há dois feriados municipais: 
- 22 de Fevereiro - aniversario do município
- 29 de Junho - Dia do santo padroeiro São Pedro

## Turismo

### Portal principal da cidade

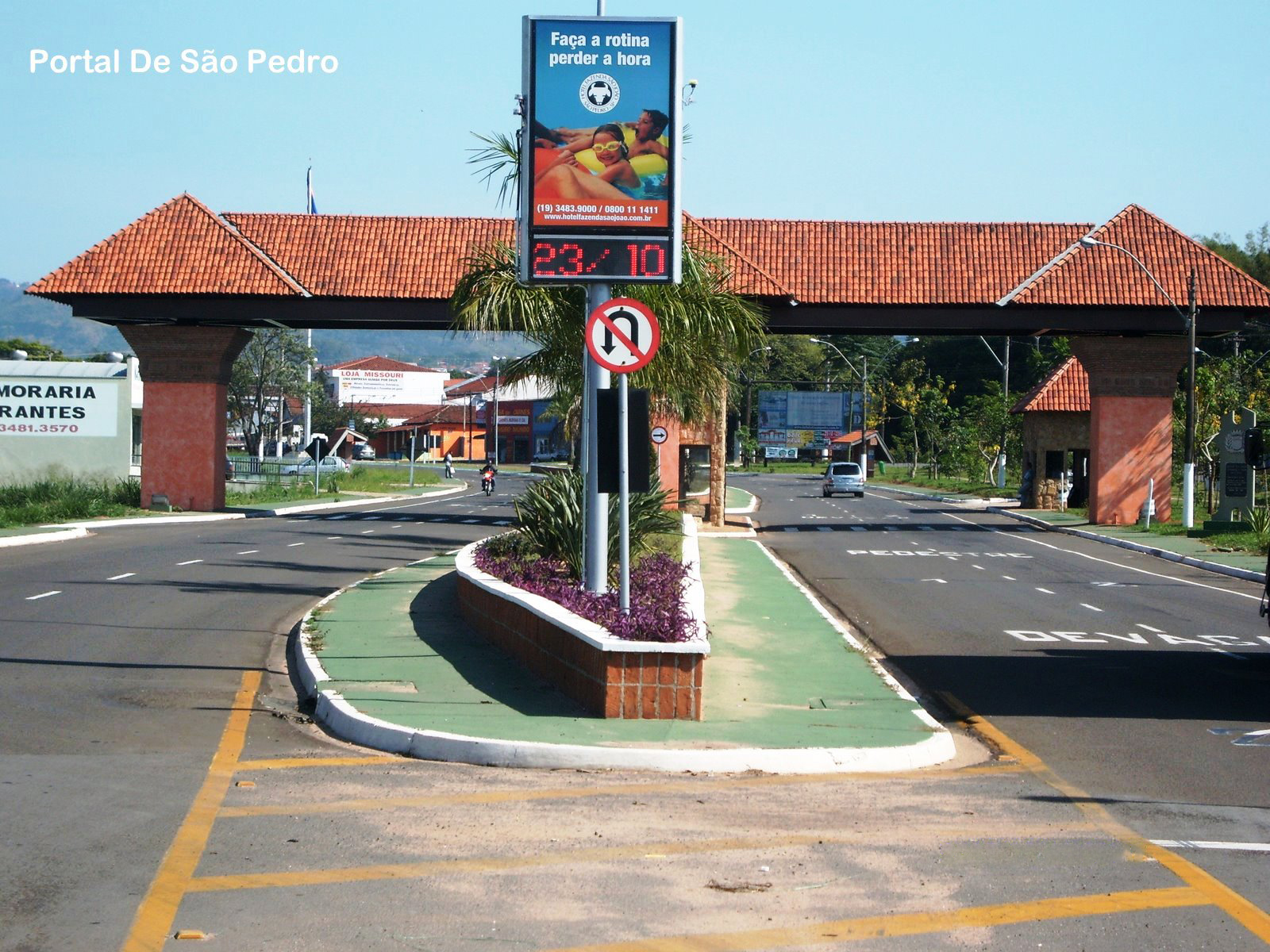
Portal da cidade.

No portal principal da cidade fica o Posto de Informações Turísticas de São Pedro.

### Características
Tradicionalmente conhecida por suas belezas naturais, a qualidade de vida é a principal característica da Estância Turística de São Pedro. Localizada a cerca de 200 quilômetros da capital paulista, a cidade repousa na encosta da Serra do Itaqueri.
Ao mesmo tempo que oferece uma diversificada rede hoteleira para quem busca descanso e tranquilidade, é visitada por milhares de aventureiros que curtem fazer rapel, trilhas de jipe, voos de asa-delta e parapente, balonismo, off-road e banhos de cachoeira.
Com sua área urbana cortada pelos ribeirões Pinheiro e Samambaia, São Pedro é berço do Rio Jacaré-Pepira. Está a 580 metros do nível do mar e tem a seu favor um clima ameno e agradável que dura quase o ano todo.
No alto da serra as cachoeiras chamam a atenção pelas quedas naturais, rodeadas de muito verde. É lá também que fica a destilaria da famosa Cachaça da Diretoria, o antiquário Vila Del Capo, a Igreja Santo Antônio, que guarda uma relíquia do santo de Pádua doada pelo Vaticano, e também a centenária Igreja Presbiteriana Boa Vista do Jacaré – uma das primeiras do Brasil.

### Thermas Water Park

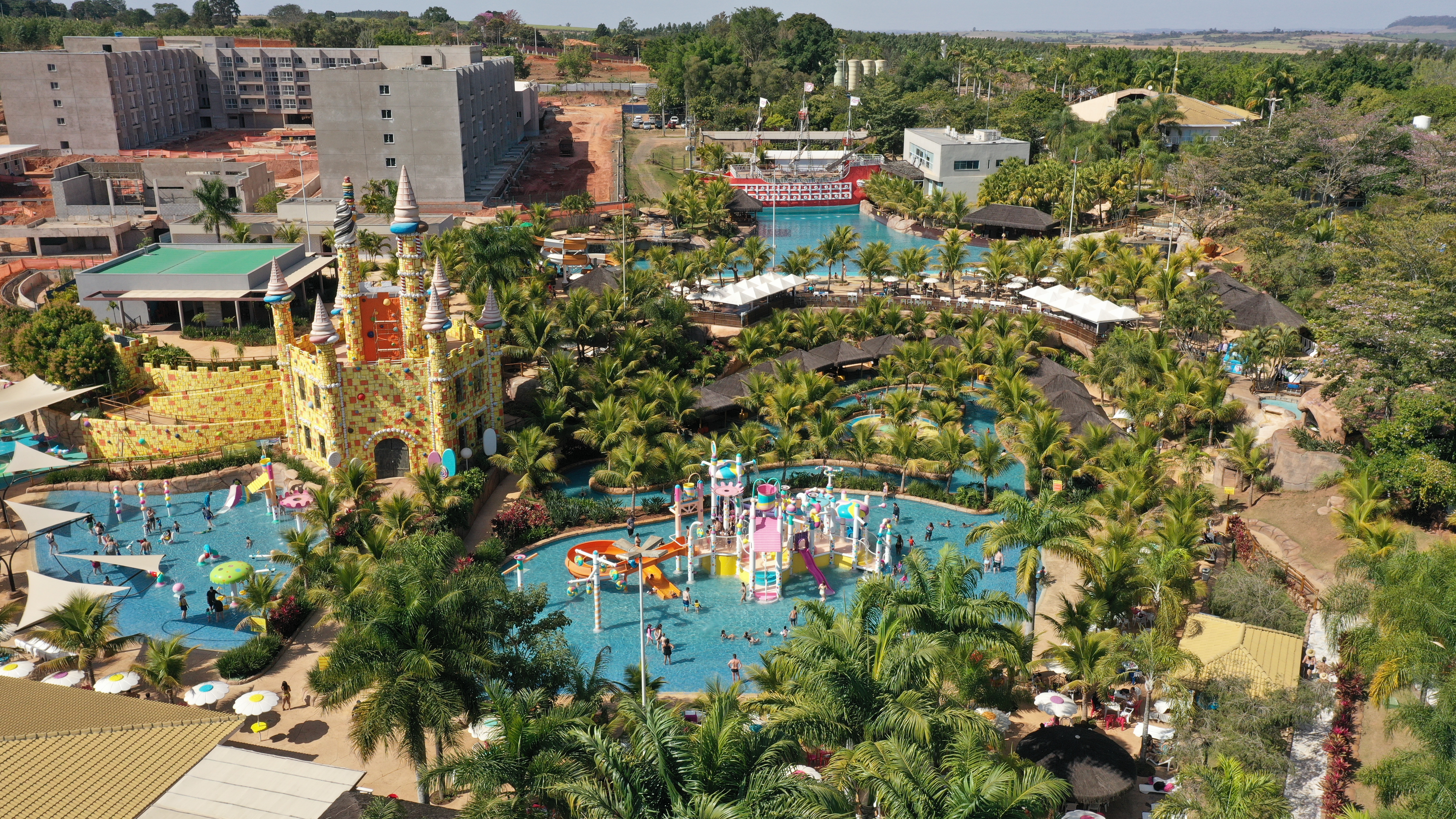
Thermas Water Park.

Ocupando 4 milhões de m², com atrações aquáticas e secas, o parque conta com 8 milhões de m³ de água, sendo 80% em águas quentes, quilômetros de toboáguas tudo isso espalhado em 5 áreas tematizadas e decoradas para o seu lazer e diversão.

### Parque Maria Angélica Manfrinato

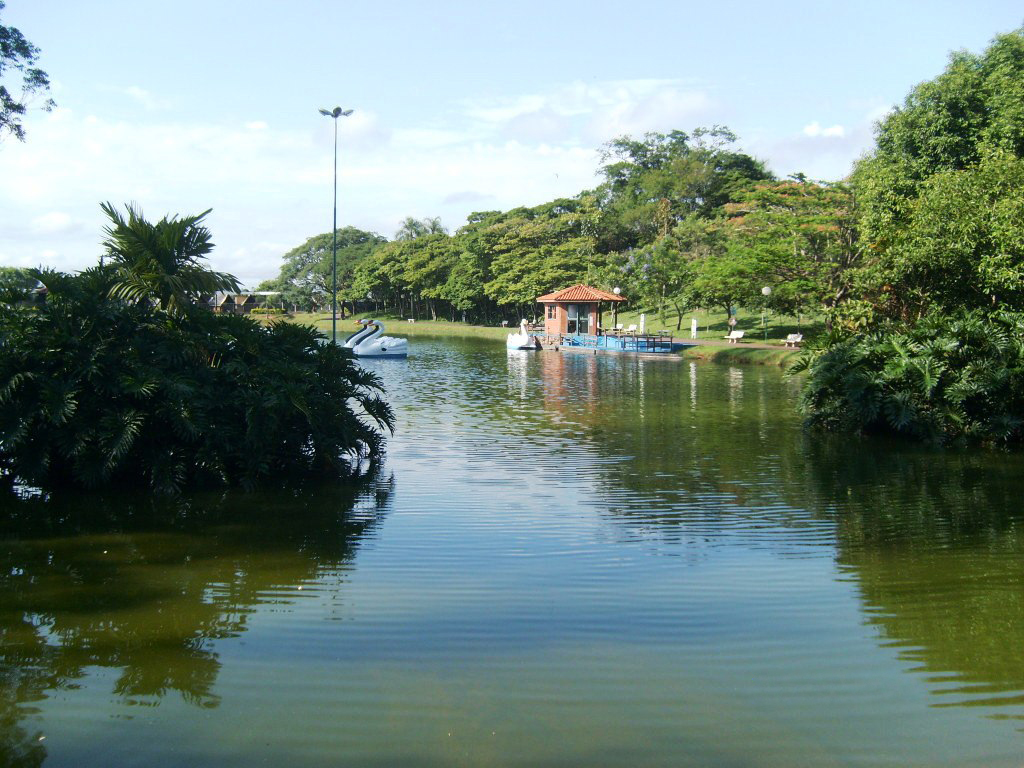
Parque Maria Angélica Manfrinato.

No Parque Maria Angélica, localizado no centro de São Pedro, é possível fazer caminhada e exercícios físicos.
Além do clima agradável produzido por diversas espécies de árvores, possui pista de caminhada, lago com pedalinho, quiosques, fonte de água mineral, parque infantil, academia ao ar livre, área para piquenique e também a loja da Associação de Artesãs de São Pedro, a Art´s Trama.

### Parque Ecológico Ernesto Baltieri
A área do parque conta com playground, aparelhos de academia de ginástica ao ar livre, pista de caminhada de 1.200 metros, jardim sensorial, sanitários, poço artesiano e uma espécie de mini-museu, com exposição de peças recuperadas do local, como caldeira de vapor e grandes rodas de madeira.

### Castelinho Pesca e Lazer

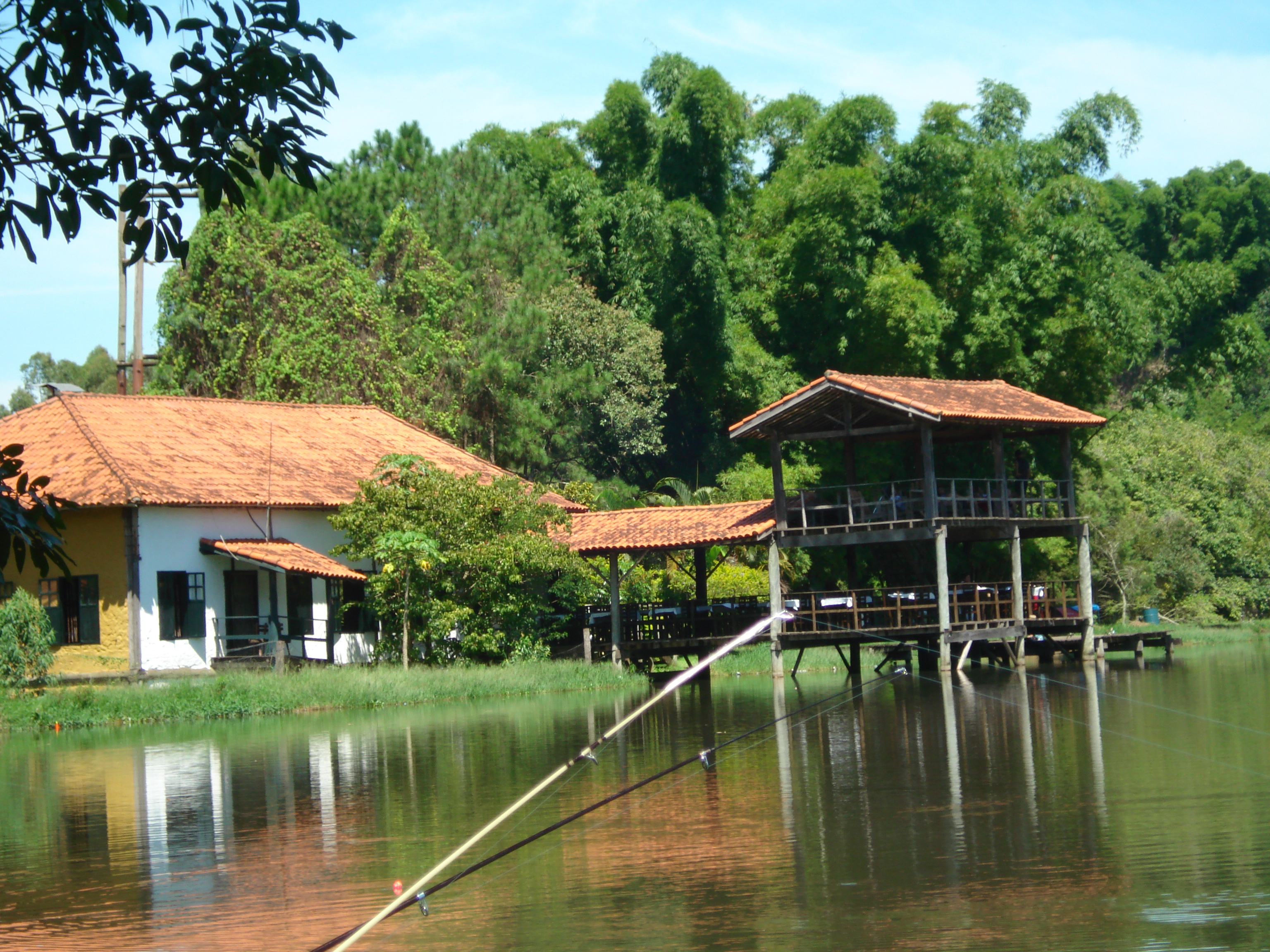
Pesqueiro Castelinho.

O Castelinho Pesca e Lazer é um pesque e pague que possui uma grande infraestrutura com diversos lagos, restaurante, piscina, playground. Além disso conta com um castelinho construído dentro de um dos lagos para crianças.

### Gruta dos Anões
Situada no pé da serra de São Pedro, a Gruta dos Anões localiza-se em uma área verde com mata nativa e diversas nascentes d’água. Seu principal atrativo é uma gruta de arenito de origem natural esculpida pela natureza.
O local ainda conta com camping, chalés, lanchonete, piscina e trilhas para caminhada. Além de hospedagem, a Gruta dos Anões é aberta para visitação.

### Parque Marcelo Golinelli

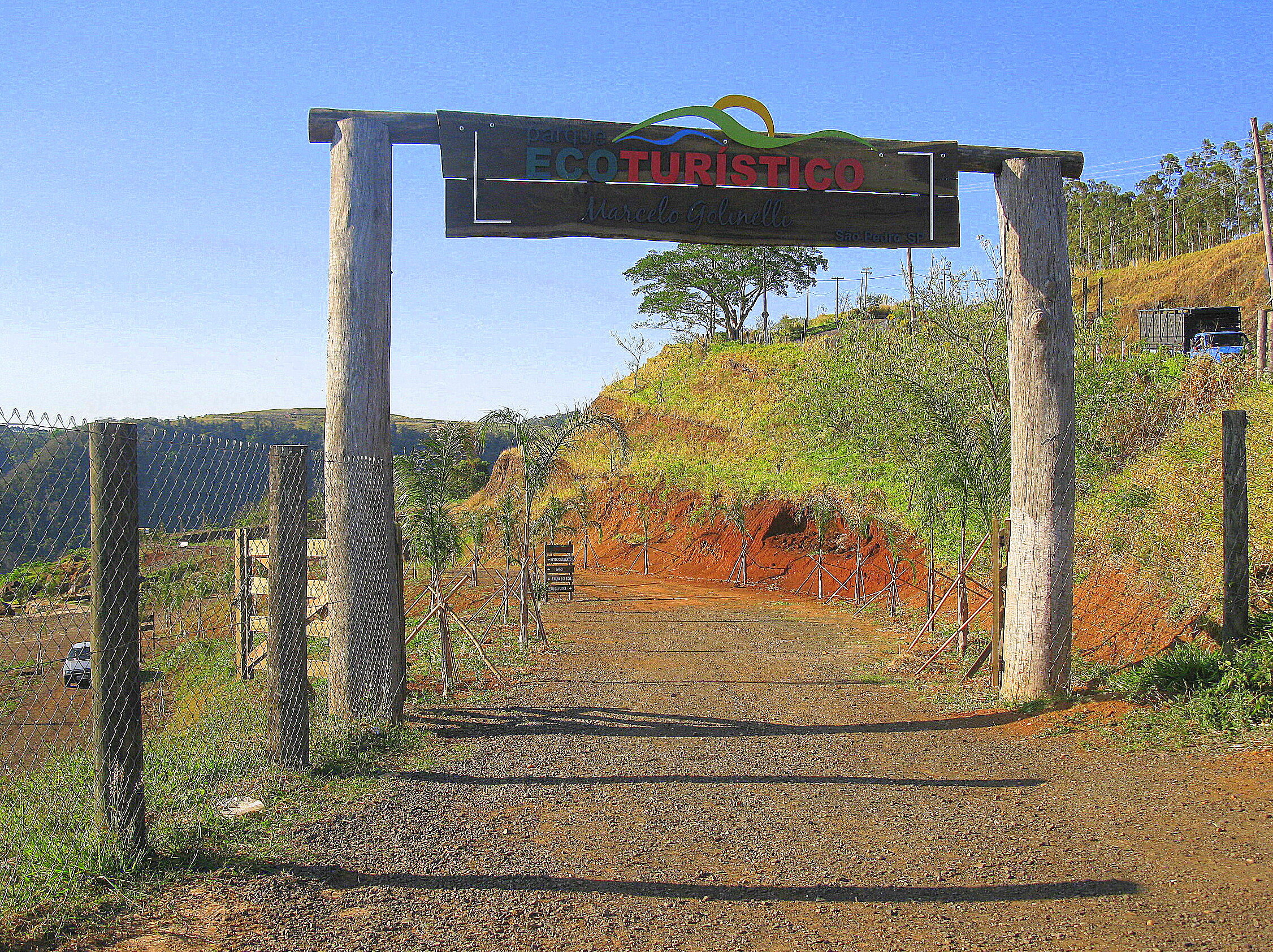
Parque Marcelo Golinelli.

Localizado na encosta da Serra do Itaqueri, em frente ao Parque do Cristo, o Parque Marcelo Golinelli possui diversos decks para contemplação da paisagem, quiosques e trilhas para caminhada.

### Parque do Cristo Aureliano Esteves

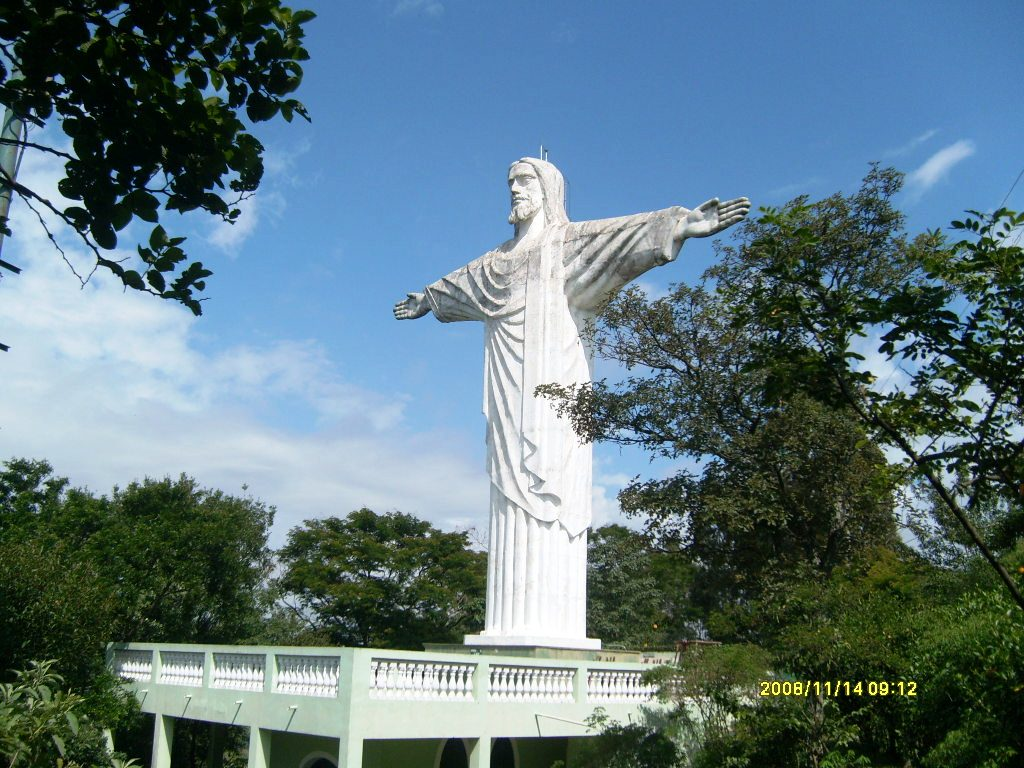
Parque do Cristo Aureliano Esteves.

Localizado no alto da serra, com 52.500 metros quadrados, o parque conta com uma estátua de 17 metros do Cristo, e há também uma capela dedicada a Nossa Senhora de Lourdes, banheiros, mirante e a escadaria de 124 degraus.

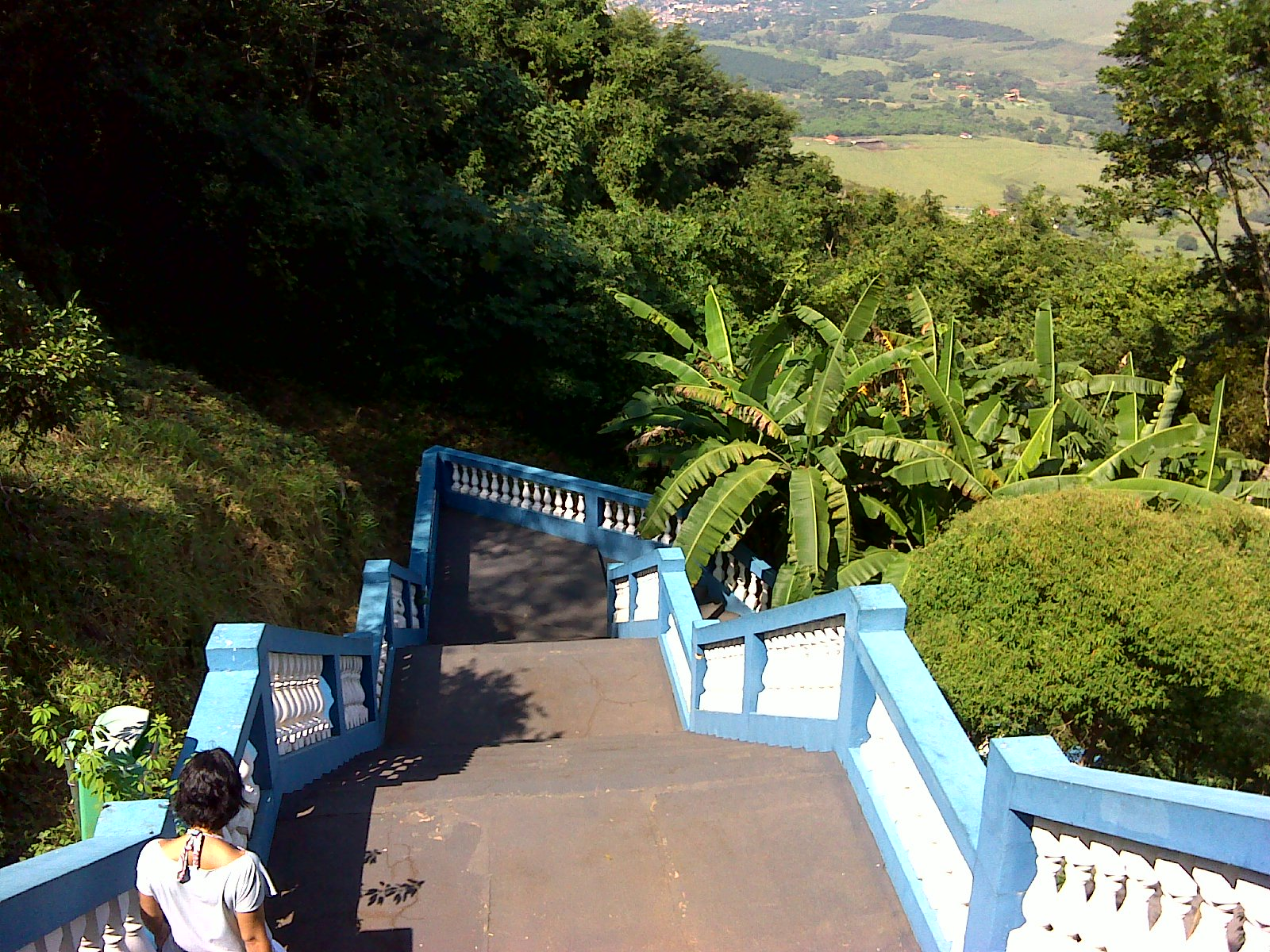
Escadarias.

Instalada em 1985, a estátua do Cristo antecedeu a criação do Parque, inaugurado em setembro de 1999. Localizado a uma altitude de aproximadamente 900 metros, o parque é cercado por vegetação típica da Mata Atlântica.
O mirante onde está localizada a estátua do Cristo tem vista panorâmica de São Pedro, Águas de São Pedro e em dias claros, de Piracicaba.
O parque está localizado a aproximadamente 4 km do centro de São Pedro.

### Rampa de Voo Livre

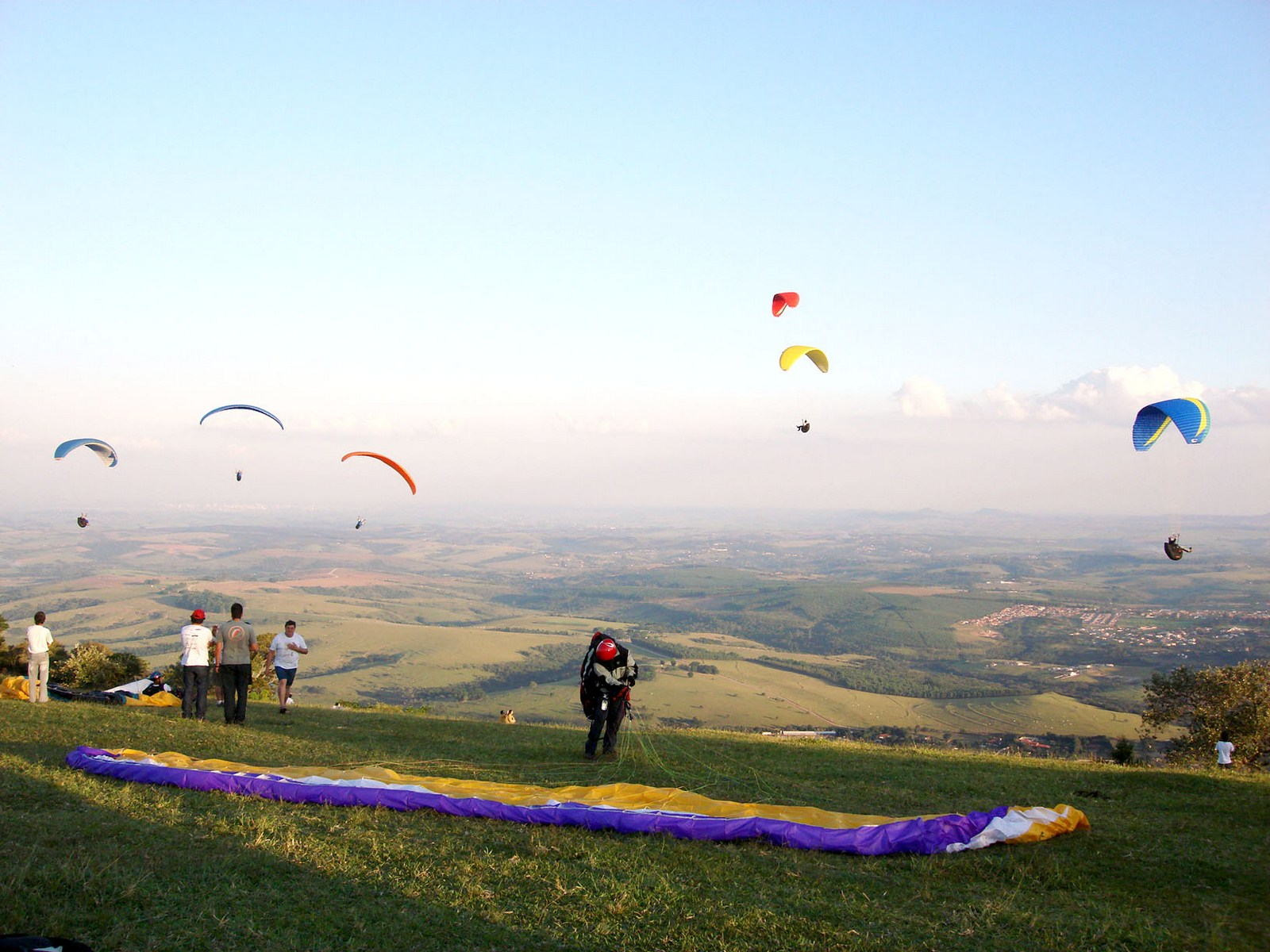
Parapentes no alto da serra.

A Rampa de Voo Livre, localizada no Alto da Serra com entrada pela Rodovia Ulisses Guimarães á 500 metros da igreja Santo Antônio, é um lugar deslumbrante com uma altitude de 900 metros. 
Nela é possível  acompanhar os saltos dos praticantes de Parapente e Asa Delta além de poder desfrutar de lindas paisagens conseguindo avistar mais de sete cidades.

### Cachoeiras
- Cascata Dorigon - a cascata possui queda d’água de 15 metros de altura, de fácil acesso, com uma linda piscina natural.[31]
- Cachoeira São José - é uma cachoeira com 15 metros de altura, ideal para banho. A estrutura conta com bar ao ar livre, acesso fácil à cachoeira, banheiros e churrasqueiras.[32]

### Cruzeiro do Facão
Com vista privilegiada para a Serra do Itaqueri, o Cruzeiro do Facão é conhecido por ser um dos pontos mais altos da serra, onde é possível avistar diversas cidades deste local.

### Compras
No Boulevard Dona Hermelinda há uma feira de artes e artesanatos com o melhor da produção local. Já a Feira do Produtor, no bairro Santa Cruz, todas as manhã de sábado os moradores da área rural vendem produtos hortifrutigranjeiros, queijos, doces artesanais – e também tem moda de viola para acompanhar.

### Gastronomia
A gastronomia é marcada desde luxuosos jantares servidos nos hotéis como a comida caipira feita em fogão à lenha nos restaurantes e pousadas. E para quem gosta da sobremesa, o doce de Jaracatiá, fruta típica da região, colhida apenas no mês de fevereiro, é algo que o turista não pode deixar de experimentar.

## Pessoas ilustres
- Gustavo Teixeira - poeta de tendências literárias entre o Parnasianismo e Simbolismo, peculiares as primeiras décadas do Século XX.

## Religião

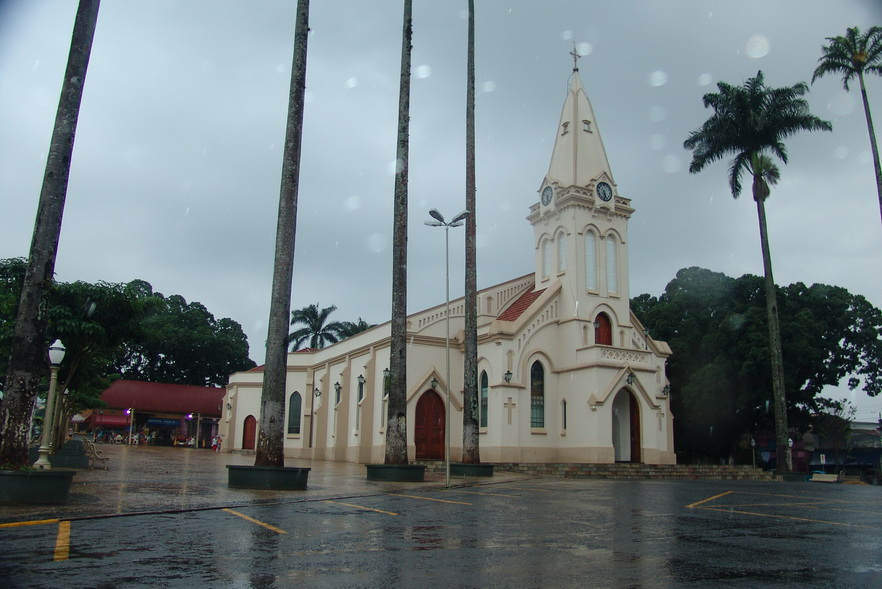
Igreja Matriz.

O Cristianismo se faz presente na cidade da seguinte forma:

### Igreja Católica
- A igreja faz parte da Diocese de Piracicaba.[35]

### Igrejas Evangélicas
Entre as igrejas protestantes históricas, pentecostais e neopentecostais, encontram-se na cidade:
- Assembleia de Deus Ministério do Belém.[38][39]
- Congregação Cristã no Brasil.[40]
- Igreja do Evangelho Quadrangular.[41]